# اقتصاد هنر و ادبیات

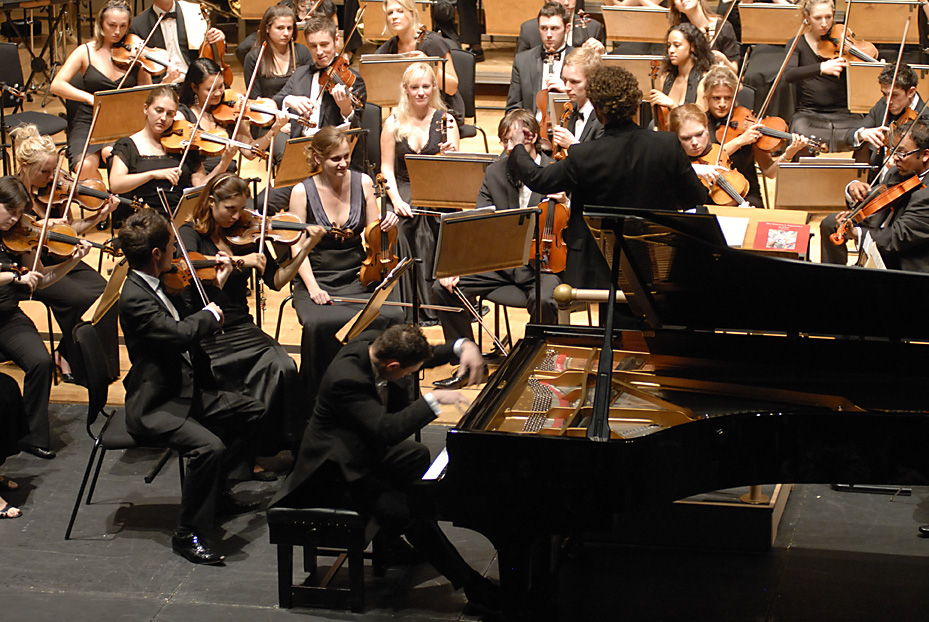
یک پیانیست که به همراه یک ارکستر کامل در حال اجرای یک کنسرت است. ارکسترها یکی از بزرگترین گروههای موسیقی هستند زیرا می توانند تقریباً 100 نوازنده را در خود جای دهند. در دهه 2010 ، بیشتر ارکسترها درآمد خود را از فروش بلیط ، کمکهای مالی و بودجه دولت دریافت می کردند. دو منبع درآمد آخری مورد نیاز هستند زیرا فروش بلیط به تنهایی درآمد کافی را برای بیشتر گروهها فراهم نمی کند.

اقتصاد هنر و ادبیات یا اقتصاد فرهنگی (در ادامه برای سهولت این کلمه مورد استفاده قرار می گیرد)، شاخه ای از اقتصاد است که به مطالعه ی خلق ، توزیع و استفاده از آثار هنری ، ادبیات و محصولات خلاقانه و / یا فرهنگی مشابه می پردازد. برای مدت طولانی ، مفهوم "هنر" در عرف آنگلو-ساکسون محدود به هنرهای تجسمی (به عنوان مثال ، نقاشی) و هنرهای نمایشی (موسیقی ، تئاتر ، رقص) بود. اقتصاد فرهنگی از ابتدای دهه 1980 با مطالعه صنعت فرهنگی (سینما ، برنامه های تلویزیونی ، نشر کتاب و انتشار موسیقی) و اقتصاد نهادهای فرهنگی (موزه ها ، کتابخانه ها ، ساختمان های تاریخی) گسترش یافته است.

## مقدمه

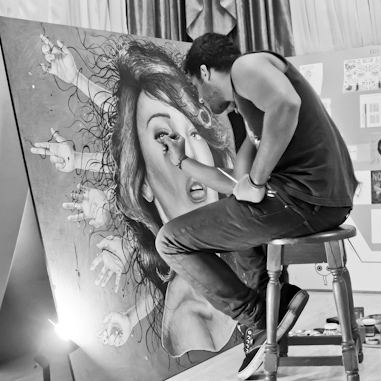
الخاندرو پلاتزا،نقاش،هنگام کار روی یک بوم. پس از اتمام، این نقاشی یک کالای منحصر به فرد خواهد بود که هیچ جایگزین دقیقی برای آن وجود ندارد.

اقتصاد فرهنگی به‌طور گسترده ای به هنر مربوط می شود. کالاهای مورد نظر دارای محتوای خلاقانه هستند اما این موضوع برای یک کالای فرهنگی کافی نیست. آثار یک طراح لباس مانند پارچه و لباس به عنوان اثر هنری یا فرهنگی در نظر گرفته نمی شوند. کالاهای فرهنگی به جای ویژگی های ظاهری دارای ارزش نمادین هستند. (برای ملاحظه بیشتر به مطالعات موسسات فرهنگی رجوع کنید). تفکر اقتصادی در دهه های گذشته در بیشتر مناطق جهان در مورد آلودگی، فساد و آموزش به کار گرفته شده است.
آثار فرهنگی و هنری از کیفیت خاصی برخوردار هستند که ویژگی منحصر به فرد آنهاست. در حالی که کالاهای اقتصادی دیگر، عمومی و قابل جایگزینی هستند اما تنها یک نمونه از نقاشی مشهور مونا لیزا و تنها یک نمونه از مجسمه ی معروف رودین به نام مرد متفکر، وجود دارد. در حالی که می توان از این آثار کپی کرد و تعداد بسیار زیادی پوستر ارزان قیمت مونا لیزا و مجسمه های کوچک کارخانه ای مرد متفکر فروخته شده، نسخه های کپی شده به عنوان جایگزینی برای آثار هنری اصلی در نظر گرفته نمی شوند در حالی که یک مصرف کننده مقداری شکر درجه یک کوبا را همانند و جایگزین مقداری شکر درجه یک آمریکا می بیند. از آنجا که هیچ معادل یا جایگزینی برای این آثار هنری وجود ندارد، اقتصاددان مشهور مکتب کلاسیک، آدام اسمیت، ارزش گذاری آن ها را غیر ممکن می دانست. آلفرد مارشال بیان کرد که تقاضای نوعی کالای فرهنگی به میزان استفاده ی آن برای هر فرد بستگی دارد ; هر چه بیشتر به یک نوع موسیقی گوش دهید بیشتر قدر آن را می دانید. در چارچوب اقتصادی او این کالاها مطلوبیت نهایی نزولی معمول برای سایر کالاهای اقتصادی را ندارند.
کارهای کلیدی در حوزه ی اقتصاد فرهنگی شامل مطالعات باومول و بوون(هنرهای نمایشی، معضل اقتصادی، 1966) و گری بکر در خصوص کالاهای اعتیاد آور و همچنین آلن پیکاک(انتخاب عمومی) می باشد. این مقاله ی مختصر به بخش هایی همچون مطالعات اقتصادی هنرهای نمایشی، بازار آثار هنری فردی، بازار هنر در صنایع فرهنگی، اقتصاد میراث فرهنگی و بازار کار در بخش هنر تقسیم شده است.

## هنرهای نمایشی: باومول و اقتصاد فرهنگی

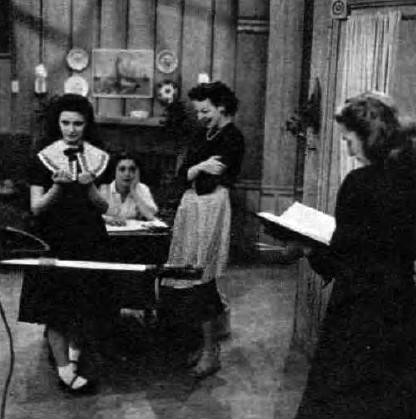
بازیگران در حال تمرین دوباره برای یک نمایش در سال 1951. با وجود پیشرفت های بیشمار تکنولوژیکی بین سالهای 1951 تا 2010 ، در دهه 2010 ، باز هم برای اجرای این نمایش به همان تعداد بازیگر نیاز است. به همین دلیل ، محققان استدلال می كنند كه برخی از صنایع فرهنگی مانند سایر صنایع همچون حسابداری و بانكداری ، كارآیی لازم را ندارند. برای مثال این دو صنعت اخیر به دلیل توسعه برنامه های کامپیوتری نیازمند تعداد کارگران بسیار کمتری در دهه 2010 هستند.

مقاله اصلی توسط ویلیام باومول و بوون اصطلاح بیماری هزینه را برای رشد قیمت نسبی اجراهای زنده معرفی می کند. این رشد هزینه ، وابستگی روزافزون این نوع هنر به یارانه های دولتی را توضیح می دهد. این اتفاق هنگامی رخ می دهد که کالای مصرفی نوعی کار باشد. برای درک این پدیده ، تغییر در هزینه اجرای نمایش تارتوف از آثار مولیر در سال 1664 و در سال 2007 با تغییر در هزینه محاسبه ی مخارج و درآمد را مقایسه کنید. در سال 1664 ، شما به دو ساعت زمان و دوازده بازیگر نیاز دارید تا نمایشنامه مولیر را اجرا کنید و مثلاً ، دوازده حسابدار باید دو ساعت کار می کردند تا بتوانند کل مبلغ را در یک دفتر حسابداری محاسبه کنند. در سال 2007 ، یک حسابدار تنها با یک ماشین حساب 10 دلاری می تواند مبلغ را در 20 دقیقه محاسبه کند ، اما شما هنوز هم نیاز به دو ساعت زمان و دوازده بازیگر برای اجرای نمایش دارید. هنرمندان باید سرمایه گذاری قابل توجهی را در خصوص سرمایه انسانی انجام دهند (به عنوان مثال ، آموزش) ، و بر این اساس باید هزینه پرداخت کنند. دستمزد هنرمندان باید به‌طور کلی با درآمد عموم مردم افزایش یابد. از آنجایی که هدف بهره وری عمومی در اقتصاد است ، هزینه یک نمایش با بهره وری عمومی بالا می رود ، اما بهره وری بازیگران افزایش نمی یابد.
در ادامه دو خط فکری درباره اقتصاد هنرهای نمایشی وجود دارد:
- اولین تفکر بر وجود رشد بهره‌وری در برخی از تولیدات متمرکز است ، بنابراین با مفهوم بیماری هزینه در تناقض است. در مثال تارتوف ، همین نمایش می تواند با استفاده از پیشرفت های طراحی صحنه و با استفاده از تبلیغات صوتی و تصویری مخاطبان گسترده تری را جذب کند.
- دوم مربوط به اختصاص یارانه به بخش فرهنگی است. اگرچه این موضوع باید در جهت منافع عمومی باشد ، اما ممکن است بر توزیع درآمد تاثیر بگذارد اگر هزینه ها را در ارتباط با قشر مرفه کاهش دهند. این در شرایطی است که افراد مرفه بخش بزرگی از مخاطبان نمایش های یارانه ای را تشکیل می دهند ، یا یارانه ها به گروه کوچکی از هنرمندان نخبه گرا داده می شود.

## بازار آثار هنری
دو بخش از بازار در هنرهای تجسمی را می توان از هم تفکیک کرد: آثار هنری آشنا که دارای تاریخچه هستند و آثار معاصر که به راحتی تحت تأثیر مد و اکتشافات جدید قرار می گیرند. با این حال ، هر دو بازار الیگپولیستی هستند ، یعنی تعداد محدودی از فروشندگان و خریداران وجود دارند ( الیگپسونی ). دو سؤال اصلی در مورد کارکرد بازارها عبارتند از: قیمت ها چگونه تعیین می شوند و بازده آثار هنری در مقایسه با بازده دارایی های مالی چیست؟

### تعیین قیمت
اجزای یک اثر هنری ، مانند سنگ خام ، تیوپ رنگ یا بوم ، به‌طور کلی دارای ارزش بسیار پایین تر از محصولات نهایی مانند مجسمه یا یک نقاشی تمام شده هستند. همچنین میزان کار لازم برای تولید یک محصول دیگر تفاوت قیمت عمده بین آثار هنری را توضیح نمی دهد. به نظر می رسد که این ارزش بیشتر وابسته به خریداران بالقوه و برداشت کارشناسان از آن اثر هنری است. این درک سه عنصر دارد: اول ، ارزش اجتماعی ، یعنی وضعیت اجتماعی خریدار با داشتن آن اثر هنری. بدین ترتیب هنرمند "سرمایه هنری" دارد. دوم ، ارزش هنری ، در مقایسه با آثار معاصر ، یا اهمیت آثار معاصر برای نسل های آینده. سوم ، تاریخچه قیمت کالا ، اگر خریدار برای انتظار خود از قیمت آینده که در آن قیمت ممکن است دوباره کالا را بفروشد (با توجه به ساختار بازار الیگپلیستی) از این موضوع استفاده کند. سه نوع عامل اقتصادی این ارزش ها را تعیین می کنند. متخصصان خاص مانند صاحبان گالری یا مدیران موزه از ارزش اول و اجتماعی استفاده می کنند. کارشناسانی مانند مورخان هنر و استادان هنر از ارزش دوم ، استفاده می کنند. خریدارانی که آثار هنری را به عنوان یک سرمایه خریداری می کنند ، از سومین معیار یعنی تاریخچه قیمت و انتظارات برای افزایش قیمت های آینده استفاده می کنند.

### بازار هنر و سرمایه گذاری

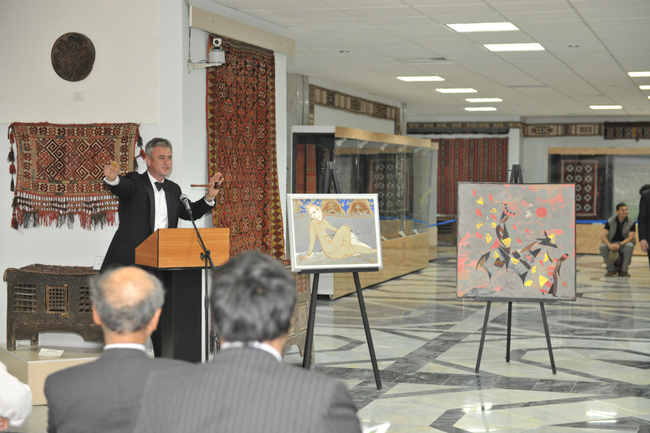
هنرهای زیبا مانند نقاشی ها معمولاً در حراجی ها فروخته می شوند.

برخی از موسسات بزرگ مالی ، بانک ها و شرکت های بیمه ، نرخ بازده قابل توجهی از سرمایه گذاری در آثار هنری را در دهه 1990 داشته اند. این نرخ همزمان با نرخ بازار بورس ، در اوایل دهه 1990 کاهش نیافته است. این ممکن است یک فرصت متفاوت باشد. جدا از این شواهد مربوط به سرمایه گذاری موفق ، میزان داده های موجود باعث تحریک مطالعه بازار شده است. بسیاری از آثار در مزایده ها فروخته می شوند. بنابراین این معاملات بسیار شفاف است. این امر امکان ایجاد بانکهای اطلاعاتی قیمت را فراهم کرده است که قیمت برخی از کالاها به 1652 باز می گردد. مطالعات تجربی نشان داده است که ، به‌طور متوسط ، بازده آثار هنری کمتر از حقوق صاحبان سهام بوده و نوسانات آن زیاد است. یک مزیت نامشهود از لحاظ لذت بردن از یک اثر هنری می تواند این مسئله را تا حدودی توضیح دهد. با این حال ، قبل از تفسیر ارقام ، باید در نظر داشت که هنر غالباً از بسیاری از انواع مالیات ها معاف است. در سال 1986 ، باومول یک تخمین میانگین بازپرداخت سالانه 0.55 درصد برای آثار هنری را ، در برابر نرخ بازده 2.5 درصد برای دارایی های مالی ، طی یک دوره 20 ساله انجام داد.

## صنایع فرهنگی
برخی از آثار هنری معروف مانند نقاشی مونا لیزا قابل تکرار نیستند (حداقل به معنای خلق نسخه دیگری که از نظر ارزشی معادل آن تلقی شود) ، اما کالاهای فرهنگی بسیاری وجود دارد که ارزش آنها به نسخه تک و منحصر به فرد بستگی ندارد. کتاب ها ، اجراهای صوتی ، فیلم ها بخشی از ارزش خود را از وجود نسخه های زیاد از نسخه اصلی دریافت می کنند. اینها محصولات صنایع بزرگ فرهنگی هستند که عبارتند از صنعت کتاب ، صنعت موسیقی و صنعت فیلم. این بازارها مشخص می شوند با:
- عدم اطمینان از ارزش . پیش بینی تقاضای یک کالا (موفقیت در بازار) دشوار است. به عنوان مثال ، در مورد یک فیلم ، حتی اگر طرح فیلم ، مضامین و انتخاب بازیگران با استفاده از گروه های متمرکز و نظرسنجی ها به‌طور گسترده آزمایش شده باشد ، و حتی اگر فیلم از بازیگران محبوب رده آ استفاده کند ، این فیلم ممکن است هنوز یک شکست برای قروش گیشه باشد. از طرف دیگر ، یک فیلم کم هزینه توسط یک کارگردان ناشناس و یک بازیگر ناشناخته می تواند صنعت فیلمسازی را با یک ضربه بزرگ غافلگیر کند. این عدم اطمینان مشخصه یک کالای تجربی مانند فیلم ، نمایش تلویزیونی ، تئاتر موزیکال و کنسرت موسیقی است.
- تنوع بی نهایت . شما می توانید بین کالاهای مصرفی متداول برای مثال ماشین ها، با استفاده از شاخصه های آن ها تمایز قائل شوید. به عنوان مثال ، یک هاچ بک را می توان از تعدادی تولید کنندگان با یک لیست از گزینه ها (به عنوان مثال ، دنده اتوماتیک ، استاندارد ، قابل تبدیل و غیره) که نیاز به هزینه های متفاوتی دارد خریداری کرد. بسیاری از کالاهای عمومی به علت شاخصه های محدود به راحتی قابل طبقه بندی هستند. با این وجود کالاهای فرهنگی از ویژگی های بسیار زیادی برخوردار هستند ، که مهمتر از آن ، این ویژگی ها غالباً ذهنی هستند. به عنوان مثال ، یک گروه موسیقی در اوایل دهه 1990 با گیتار برقی می توانست از نظر منتقدین موسیقی به عنوان موسیقی گرانج ، پانک ، موسیقی هوی متال یا آلترناتیو راک در نظر گرفته شود . این امر مقایسه ی محصولات فرهنگی را سخت می کند.
- تمرکز بالا در کالاهایی که معامله یا فروخته می شوند . بخش بزرگی از فروش کالاهای فرهنگی از اقلام اندکی است که معروف و پرفروش شده اند.
- چرخه عمر کوتاه . اکثر اقلام فرهنگی اندکی پس از معرفی یا تولیدشان فروخته یا معامله می شوند. برخی از کالاهای فرهنگی ، مانند اخبار ، اندکی بعد از پخش ، ارزش بازار کمی دارند و یا اصلا ندارند. البته برخی از محصولات فرهنگی ممکن است فروش خود را برای سالها یا حتی دهه ها حفظ کنند ، مانند تعداد کمی از فیلم هایی که تبدیل به فیلم های کالت می شوند یا به عنوان مثال ، یا برخی از رمان های کلاسیک یا آلبوم هایی که جذابیت های ماندگار دارند.
- هزینه های ثابت بالا هزینه های بالایی قبل از معرفی یک اثر هنری جدید یا یک محصول فرهنگی وجود دارد. ساخت فیلم می تواند میلیون ها دلار هزینه داشته باشد؛ با این حال هزینه نهایی ساخت یک نسخه اضافی از DVD ممکن است کمتر از یک دلار باشد.

### ساختار بازار
صنایع مهم فرهنگی تمایل به ساختار بازار الیگپلیستی دارند . چند شرکت بزرگ بر بازار حاکم هستند و بقیه بازار متشکل از تعداد زیادی شرکت های کوچک است. شرکت های کوچک ممکن است به عنوان یک فیلتر یا به عنوان "دروازه بانان" برای عرضه هنری عمل کنند. یک شرکت کوچک با داشتن یک هنرمند موفق و یا فهرست کیفیت خوب می تواند توسط یکی از شرکت های بزرگ خریداری شود. شهرک های سینمایی بزرگ ، برای تولیدات تلویزیونی و تولید فیلم ، ده ها سال وجود داشته اند. دهه 1990 برخی از ادغامها در این صنعت گسترش یافته و ادغام تولید کنندگان سخت افزاری با ارائه دهندگان محتوا گسترش یافته است. سود پیش بینی شده از هم افزایی و قدرت بازار تحقق نیافته است و از اوایل دهه 2000 میلادی روند سازماندهی در امتداد خطوط بخش هنر وجود داشته است.

## اقتصاد میراث فرهنگی
میراث فرهنگی در تولیدات و بناها منعکس شده است. مدیریت و تنظیم موزه ها در این زمینه مورد بررسی قرار گرفته است.

### موزه ها

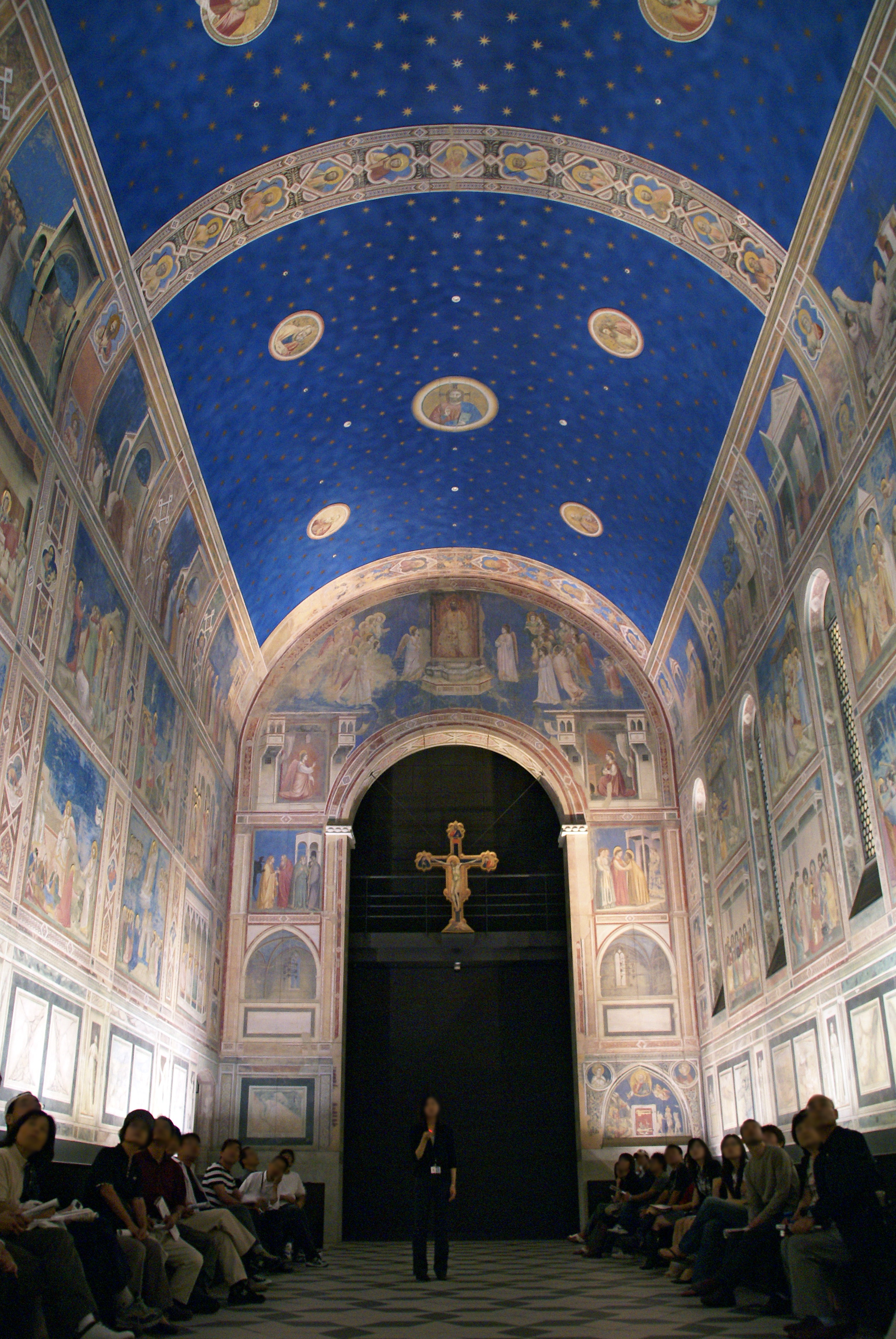
موزه هنر اوتسوکا در ژاپن.

موزه ها که نقش محافظه کارانه ای دارند و نمایشگاه هایی را در اختیار عموم قرار می دهند ، می توانند تجاری یا غیرانتفاعی باشند. در مورد دوم ، چون یک کالا ی عمومی را تأمین می کنند ، مشکلات مربوط به این کالاها را در خود دارند: آیا باید خود تأمین مالی شوند یا یارانه بگیرند؟ یکی از موضوعات خاص عدم تعادل بین ارزش عظیم مجموعه های در موزه ها و بودجه آنهاست. همچنین ، آنها غالباً در مکانهایی (مراکز شهر) قرار دارند که هزینه زمین زیاد است و امکان گسترش آنها را محدود می کند. موزه های آمریکا تنها نیمی از مجموعه خود را به نمایش می گذارند. برخی از موزه های اروپا ، مانند مرکز پمپیدو در فرانسه ، کمتر از 5 درصد از مجموعه خود را نمایش می دهند. جدا از ارائه ی نمایشگاه ها، موزه ها از محصولات مشتق شده ، مانند کاتالوگ ها و کپی آثار هنری ، درآمد کسب می کنند.موزه ها در سطح نامحسوس تری هم تولید می کنند: آنها مجموعه هایی را ایجاد می کنند. از میان بسیاری از قطعات موجود در حوزه عمومی ، آنها بر اساس تخصص خود انتخابی را انجام می دهند ، بنابراین ارزش صرفاً موجود بودن مجموعه را اضافه می کنند.
هدف دوگانه ی حفاظت از آثار و برگزاری نمایشگاه بدیهی است که انتخابی را پیش رو قرار می دهد. از سویی موزه به دلایل حفاظتی ، علاقه به نمایش هرچه کمتر موارد خاص دارد و می تواند تبلیغات کمتر انجام دهد و مخاطب متخصص را برای ارتقاء دانش و پژوهش انتخاب کند. از طرف دیگر ، برپایی نمایشگاه مستلزم نشان دادن آثار اصلی از فرهنگ های مختلف ، برای کسب رضایت از سوی مردم و جذب مخاطبان بیشتر است. هنگامی که دولت در این باره تصمیم گیری کرده است ، استفاده از تئوری قرارداد های اقتصادی با نشان دادن چگونگی استفاده از مشوق ها برای مدیران مختلف برای به دست آوردن نتیجه لازم ، به اجرای این انتخاب کمک می کند.

### بناها و ساختمان ها

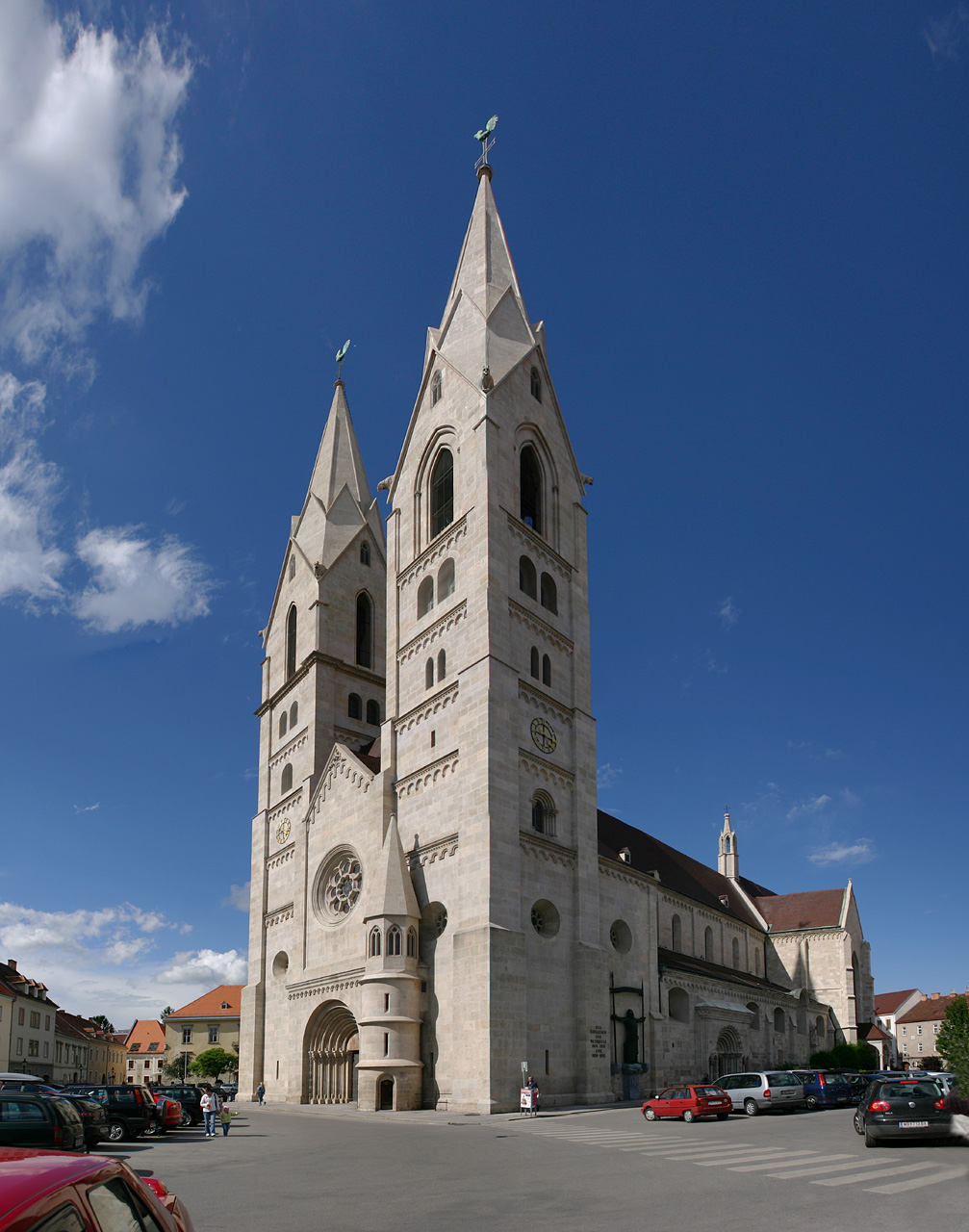
در بسیاری از کشورها ، بناهای تاریخی مانند کلیساها به عنوان "میراث معماری" در نظر گرفته می شوند و به همین ترتیب در برابر تخریب یا اصلاحات اساسی محافظت می شوند.

بسیاری از کشورها سیستمهایی دارند که از ساختمانها و بناهای تاریخی با اهمیت محافظت می کنند. این ها ساختمان ها یا بناهایی هستند که به نظر می رسد دارای اهمیت فرهنگی هستند یا به عنوان میراث ارزش دارند. صاحبان این بناها کسر مالیات یا یارانه برای ترمیم دریافت می کنند ، در عوض آنها محدودیت های تغییر در ساختمان ها را می پذیرند یا دسترسی عمومی به بناها را فراهم می کنند. ساختمانهایی که غالباً به عنوان میراث فرهنگی طبقه بندی می شوند شامل ساختمانهای پارلمان سابق یا فعلی ، کلیساها ، محوطه ها و خانه هایی است که دارای سبک معماری تاریخی هستند و حتی خانه های نسبتاً معمولی که این خانه در گذشته خانه یک سیاستمدار ، هنرمند یا مخترع مشهور بوده می باشد . ساختمانهایی با این وضعیت معمولاً نمی توانند تخریب شوند. بسته به ماهیت محدودیت های بنا ، مالک فعلی ممکن است اجازه تغییراتی در نمای بیرونی یا داخل ساختمان را بدهد. مطالعات کمی در مورد این موضوع صورت گرفته است.

## بازار کار هنرمندان
بازار کار برای هنرمندان به وسیله ی موارد زیر مشخص می شود:
- توزیع در آمد بسیار نابرابر  در بازار وجود دارد. گروه کوچکی از هنرمندان نسبت بالایی از کل درآمد را کسب می کنند ، در حالی که متوسط درآمد کم است.
- نیروی کار ساختاری بیش از حد وجود دارد. همیشه تعداد زیادی از افراد وجود دارند که علاقه مندند تا به عنوان یک هنرمند کسب درآمد کنند بیشتر از آنکه تقاضا برای هنرمندان و آثار هنری وجود داشته باشد. به عنوان مثال ، گروههای موسیقی ایندی راک جوان بسیار زیادی وجود دارند که نسبت به قراردادهای در دسترس در صنعت ضبط ، در موسیقی مشغول هستند. با توجه به این مازاد نیروی کار ، یک صاحب کلوپ شبانه آنقدر گروههای جوان محلی با درخواست اجرا در کلوپ خود در دسترس دارد که می تواند برای اجرا مبلغ کمی یا ناچیزی را به آنها بپردازد.
- بازده نامشهود به کار وجود دارد ، که همچنین "مزایای غیر دارایی" نیز نامیده می شود (این به معنای مزایای غیر مالی ، غیر مزدی است). به عنوان مثال ، یک نوازنده قادر است اوقات خود را صرف ایجاد یک موسیقی زیبا و کار با دیگر افراد خلاق کند ، که بسیار رضایت بخش است. با توجه به این بازده های نامشهود ، هنرمندان اغلب مایل به قبول دستمزد پایین تر از مدرک تحصیلی خود در یک بازار متفاوت هستند. به عنوان مثال ، کار کردن با یک نوازنده مشهور ممکن است مزایای نامشهود زیادی به همراه آورد (به عنوان مثال ، ملاقات و کار با چنین نوازنده ی مشهوری بسیار هیجان انگیز است) که ممکن است یک تهیه کننده موسیقی بتواند سایر نوازندگان را متقاعد کند تا بدون دستمزد یا با دستمزد بسیار کمی با نوازنده ی مشهور شروع به فعالیت کنند.
- عدم تفکیک هنرمند و کار . در حالی که برخی از کارگران صنایع فرهنگی ارتباط مستقیمی بین وظایف کاری و هویت خود ایجاد نمی کنند ، برای برخی از انواع هنرمندان مانند نقاشان ، مجسمه سازان و فیلمسازان ، دیدی که آثار هنری یا محصول خلاقانه شان به آنها میبخشد دارای اهمیت است.  اینکه آیا این پدیده رخ می دهد یا خیر بستگی به عوامل مختلفی از قبیل نوع شغل هنری و برداشت افراد دارد. در دهه 2010 ، بسیاری از کارگردانان مشهور فیلم هایی را مشاهده می کنند که مستقیماً با دید هنری آنها در ارتباط است. در حالی که ، یک دستیار کارگردان که صحنه های فیلم های اکشن را مدیریت می کند ممکن است خود را به عنوان یک کارمند در صنعت فرهنگی ببیند ، و ممکن است احساس کند از نظر هنری با فیلمی که در آن مشغول به فعالیت است ، ارتباط هویتی خاصی نداشته باشد.

### سیستم ستاره

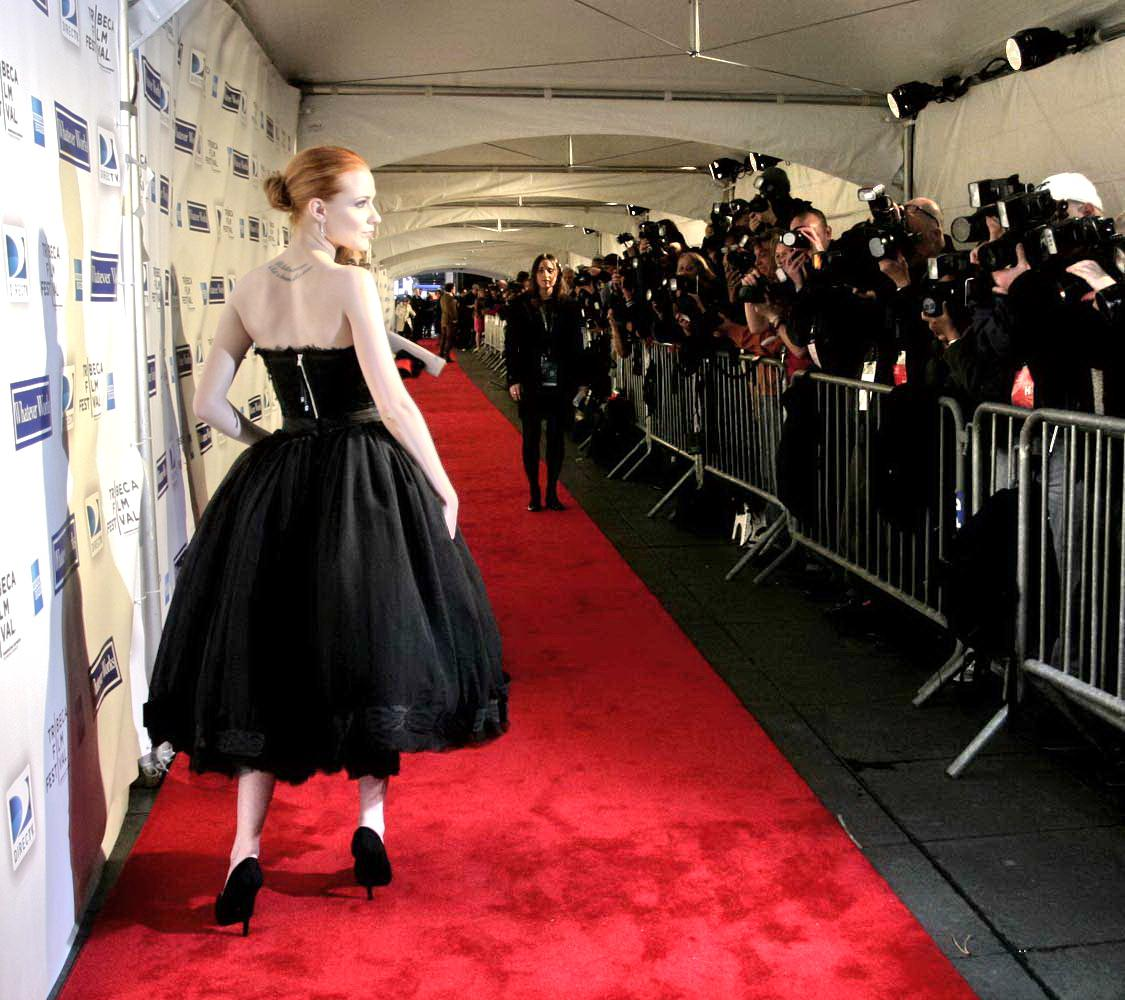
شروین روزن اظهار داشت که ستاره های برتر درآمد بالایی دارند زیرا فیلم های آنها نسخه های بیشتری را می فروشند.

اصطلاح "سیستم ستاره ای" که توسط شروین روزن ابداع شده است ، برای توضیح اینکه چرا تعداد کمی از هنرمندان و سازندگان موجود در بازار مانند بازیگران مشهور و خوانندگان برتر موسیقی پاپ ، بیشترین درآمد را در کل بخش هنر کسب می کنند ، استفاده می شود. مقاله 1981 روزن ، اقتصاد سوپراستارها را مورد بررسی قرار داد تا مشخص شود که چرا "تعداد نسبتاً کمی از مردم مبلغ هنگفتی پول کسب می کنند و در زمینه ای که در آن فعال هستند حکمفرمایی می کنند". روزن استدلال می کند که در بازار  سوپراستارها ، "اختلافات اندک در استعداد ، به تفاوتهای زیاد در درآمد تبدیل می شود." روزن اظهار داشت که "... ارائه دهندگان استعدادهای بیشتر فقط کمی بالاتر از قیمت استعدادهای پایین تر به دست می آورند ، اما کارهای بیشتری نیز به دست می آورند ؛ درآمد بیشتر آنها از کارهای بیشتر ناشی می شود نه از قیمت های بالاتر".
در صنایع فرهنگی ، عدم اطمینان در مورد کیفیت یک محصول نقش اساسی دارد. مصرف کننده تا زمانی که آن را مصرف نکرده باشد (به عنوان مثال یک فیلم) واقعاً نمی داند که این محصول چقدر خوب است و تهیه کننده با یک عدم قطعیت متداول در صنعت فرهنگی روبرو می شود. مصرف کننده به دنبال اطلاعات درمورد قیمت ، شهرت یا یک نام مشهور روی جلد یا پوستر است. از آنجا که تهیه کننده این مسئله را با استفاده از یک کارگردان معروف ، بازیگر یا خواننده بر روی میزان تقاضا می فهمد ، او آماده است تا مبلغی را برای نامی که نشانه ای از کیفیت (ستاره) محسوب می شود ، بپردازد. در واقع ، نویسندگانی مانند آدلر و گینزبورگ شواهدی را ارائه داده اند که نشان می دهد وضعیت ستاره به‌طور اتفاقی تعیین می شود: در یک مسابقه موسیقی ، نتایج با ترتیب اجراها بسیار مرتبط بود. این ارتباط برای توضیح اینکه چرا عرضه نیروی کار در بخش هنر بیش از حد باقی مانده استفاده شده است: هنرمندان ناموفق به تلاش خود ادامه می دهند ، حتی وقتی که در تجارت متفاوتی کسب درآمد می کنند. بحث دوم ،امکان بازگشت نامحسوس نیروی کار به عرصه هنر برای وضعیت اجتماعی و سبک زندگی است. به عنوان مثال ، حتی یک دی جی پرکار، بیشتر وقت خود را در کلوپ های شبانه و غارنوردی می گذراند ، که برای برخی افراد بازدهی مطلوب محسوب میشود.

### ساختار تولید

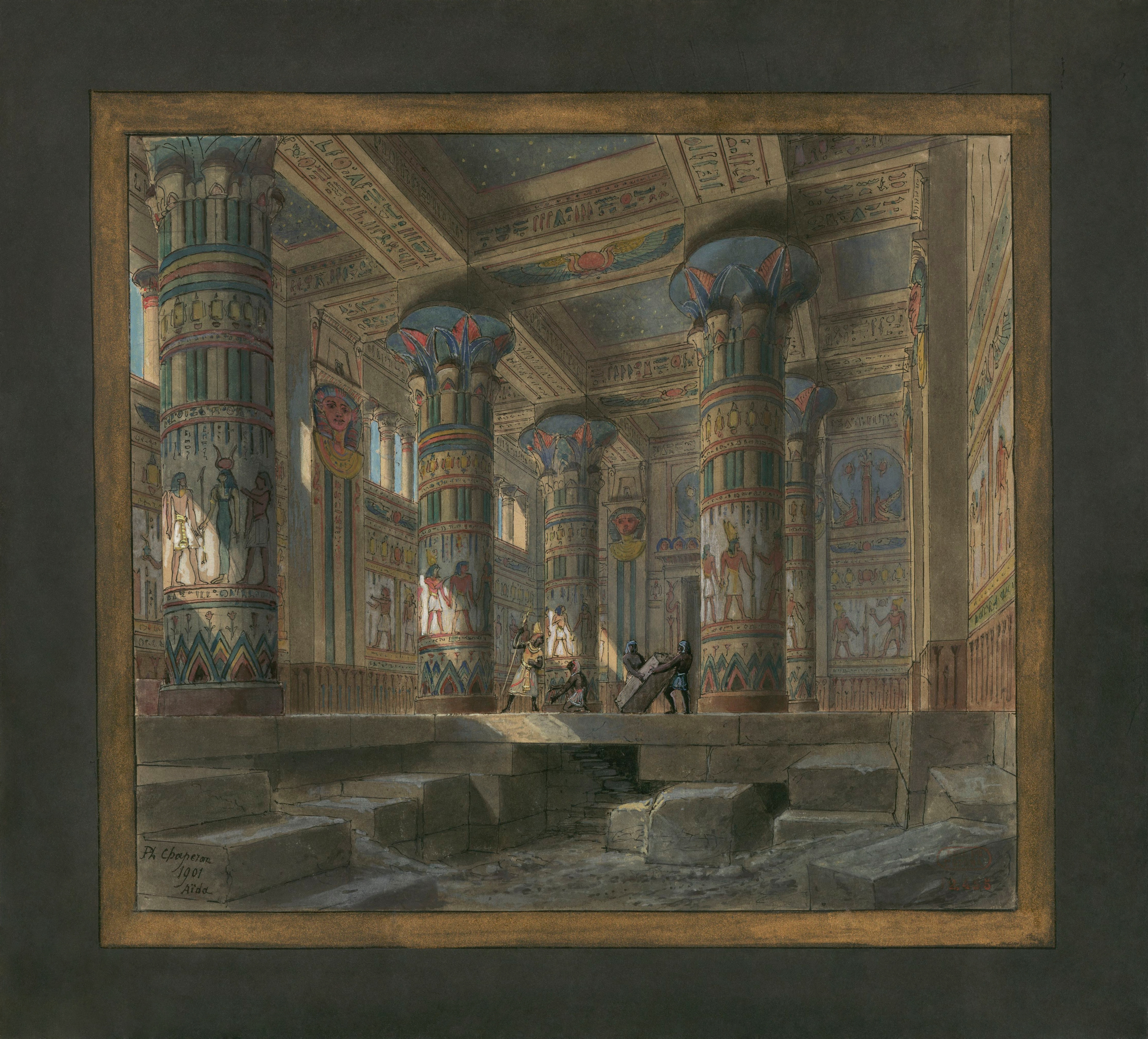
نقاشی که بوم هایش در موزه های اصلی نمایش داده شده است و یک نقاش حرفه ای گروه اپرا یا تئاتر ، هر دو نقاش ماهر هستند که برای معیشت نقاشی می کنند. با این حال ، اولی احتمالاً نقاشی های خود را بیشتر جزئی از بیان هنری و هویت خود می داند ، در حالی که دومی احتمالاً بیشتر خود را به عنوان یک صنعتگر مشاهده می کند.

پرونده ای برای وجود ساختاری متفاوت در تولید کالاهای فرهنگی شکل گرفته است. (نگاه کنید به مطالعات موسسات فرهنگی.) یک هنرمند اغلب اثرش را بازنمایی وجودش می داند درحالی که هنرمند معمولی فقط به تولیداتش تا جایی که دستمزدش را تحت تاثیر قرار دهد علاقه دارد. به عنوان مثال نقاشی که آثارش در موزه ها به نمایش گذاشته می شود ممکن است نقاشی هایش را به عنوان بیان هنری اش بنگرد در حالی که یک نقاش صحنه که برای یک کمپانی نمایش های موزیکال کار می کند ممکن است خودش را یک صنعتگر بداند که در ازای ساعاتی که نقاشی می کشد دستمزد دریافت می کند. بر این اساس ممکن است هنرمند در مقابل استفاده ی اثرش توسط موزه یا یک موسسه برای تبلیغات اعتراض کند در حالی که نقاش صحنه ممکن است به باز استفاده ی تبلیغاتی اثرش اعتراضی نداشته و این موضوع را به عنوان یک کار عادی تلقی کند.